# Tercera batalla de Doiran
La tercera batalla de Doiran se libró el 18 y 19 de septiembre de 1918 y consistió en el asalto de unidades griegas y británicas a las líneas del Primer Ejército búlgaro en los alrededores del lago Doiran. El combate se disputó en el frente balcánico durante la Primera Guerra Mundial y concluyó con la victoria de las tropas búlgaras, que repelieron la acometida enemiga.

## Preludio
Las unidades griegas y británicas partieron de sus cuarteles en Salónica al mismo tiempo que las serbias y francesas. Las dos primeras estaban al mando de George Milne y debían acometer las posiciones búlgaras junto al Doiran, mientras que las dos últimas, mandadas por Franchet d'Esperey, debían quebrar las líneas del valle del Vardar. El objetivo de griegos y británicos era la conquista de las posiciones enemigas en las montañas que dominaban el lago Doiran.
Los Aliados habían atacado el mismo lugar en dos ocasiones anteriores: en 1916, la Segunda División Tracia había frustrado un asalto francobritánico; en 1917, los británicos habían vuelto a intentar conquistarlo infructuosamente. Los ingenieros búlgaros habían construido recias defensas en la zona, que habían sido reforzadas a principios de 1916 y nuevamente a comienzos del año siguiente. En unos cinco kilómetros a la redonda, el terreno que las rodeaba era además escabroso, pues estaba cubierto de rocas y arbustos. La línea defensiva búlgara había integrado además el peligroso risco de Pip y el Grand Couronné.

## La batalla
En el flanco izquierdo se encontraba el XII Cuerpo de Ejército británico, compuesto de las divisiones 22.ª y 26.ª, y la División Serres griega. Estas divisiones debían asaltar el risco de Pip, operación que comportaba gran dificultad. Para ello los británicos reunieron 231 piezas de artillería, incluidos obuses pesados de ocho pulgadas. El bombardeo británico de la línea búlgara duró dos días y en él se empleó gas; el castigo concluyó con un barrido general de las defensas enemigas, tras el que comenzó el avance de la infantería. Los británicos se habían estado adiestrando en el asalto de las posiciones enemigas antes de emprender la operación. Frente a ellos se encontraba la 9.ª División Pleven búlgara con 122 cañones y eficaces defensas, bajo el mando del general Vladimir Vazov.
El 18 de septiembre, el XII Cuerpo británico, acometió al enemigo de consuno con las brigadas 66.ª y 67.ª de la 22.ª División y la División Serres griega. Los atacantes desbordaron la primera línea de defensa búlgara y la División Serres alcanzó la segunda línea. Los búlgaros recobraron las posiciones perdidas merced al bombardeo de la artillería y a una serie de contraataques. Mientras, el 7.º Batallón de la 66.ª Brigada, el South Wales Borders, sufrió gran cantidad de bajas y no alcanzó sus objetivos. Tampoco fructificaron los asaltos del 11.º Regimiento Galés ni los del 9.º Regimiento Fronterizo. El 12.º Regimiento de Cheshire, perteneciente a la 67.ª Brigada, avanzó hacia el enemigo seguido del 9.º Regimiento del Sur de Lancashire y del 8.º de Infantería Ligera Real de Shropshire (KSLI), pese al denso fuego de  los búlgaros. La 67.ª Brigada perdió en la acción al 65 % de sus hombres. Al terminar el día, el XII Cuerpo había perdido todo el terreno conquistado a lo largo de la jornada. 
Al día siguiente, 19 de septiembre, el XII Cuerpo embistió de nuevo las posiciones enemigas, pero el fracaso del ataque del XVI Cuerpo al norte del lago hizo que tuviese que hacerlo solo. La División Serres repitió su actuación del día anterior y logró apoderarse de algunas trincheras búlgaras, pero tuvo que replegarse nuevamente ante el castigo que sufrió de parte de la artillería y las ametralladoras enemigas y por los contraataques búlgaros. Los británicos enviaron a la batalla a la 77.ª Brigada, la debilitada 65.ª Brigada y más tarde al 2.º Regimiento de Zuavos francés. Las brigadas 66.ª y 67.ª habían quedado tan maltrechas en los choques anteriores que no pudieron participar en el nuevo asalto y debieron reservarse para tareas defensivas. La 77.ª arrebató a los búlgaros algunas de sus trincheras, pero quedó en una situación muy expuesta al bombardeo y finalmente optó por retirarse antes de que los búlgaros pudiesen contraatacar para recuperar el terreno perdido. La brigada sufrió en torno a un 50 % de bajas. La acometida de la 65.ª Brigada también fracasó, como la de los zuavos franceses.
Mientras, el mismo 18 de septiembre, el XVI Cuerpo británico había atacado también a los búlgaros, con el refuerzo de la División Cretense griega y el 84.ª Brigada británica. A estas unidades les hizo frente la 1.ª Brigada búlgara con sus veinticuatro cañones y sesenta y cuatro ametralladoras. La división griega atacó con dos de sus regimientos en vanguardia y un tercero en retaguardia, como reserva, y la 84.ª Brigada se colocó a su lado. Seis baterías británicas cubrían con su fuego el avance de estas unidades. La 85.ª Brigada británica permaneció en reserva. Los griegos comenzaron en asalto a las 5:00, avasallando las posiciones avanzadas del enemigo. A continuación tuvieron que atravesar una planicie para alcanzar las líneas búlgaras, dispuestas a lo largo de una serie de colinas que dominaban el llano. Los griegos se lanzaron con bizarría al asalto y lograron penetrar las defensas enemigas, pero tuvieron que retirarse ante el intenso fuego de artillería pesada, ametralladora y fusil que los búlgaros concentraron en los atacantes. La artillería británica en retaguardia colaboró en la maniobra griega. Tras el fracaso de la primera acometida, los griegos se reorganizaron y emprendieron varias más, igualmente vanas. Al anochecer se retiraron y la artillería británica hizo lo propio unas horas más tarde. El XVI Cuerpo no participó en el ataque del 19 de septiembre debido al gran número de bajas que había sufrido. Este también fracaso, debido a la falta de apoyo artillero, a la mala coordinación entre las unidades que sí participaron, y al asalto griego del día anterior, en exceso temerario.

## Bajas
Las bajas británicas y griegas fueron entre 6559 y 7819, mientras que las sufridas por los búlgaras alcanzaron las 2726. La mayoría de las primeras pertenecían al XII Cuerpo y a la División Serres; el XVI Cuerpo y la División Cretense perdió menos de mil hombres.
| 1.º Regimiento Serres         | 35  | 481   | 86  | 602   |
| 2.º Regimiento Serres         | 178 | 563   | 176 | 917   |
| 3.º Regimiento Serres         | 146 | 669   | 353 | 1,168 |
| 8.º Regimiento Cretense       | 5   | 33    | 0   | 38    |
| 9.º Regimiento Cretense       | 92  | 285   | 0   | 377   |
| 29.º Regimiento de Infantería | 47  | 255   | 0   | 302   |
| Total                         | 503 | 2,286 | 615 | 3,404 |

| 57.º Regimiento          | 8   | 30  | 6     | 44    | -         | -         | -      | -      | -     | -      | -  | 25  | 2  | 5   |
| 33.º Regimiento          | 140 | 263 | 17    | 420   | 509,000   | 441,000   | 13,200 | 3,800  | 2,157 | -      | -  | 198 | 23 | 48  |
| 17.º Regimiento          | 214 | 439 | 432   | 1085  | -         | -         | -      | -      | -     | -      | -  | 227 | 27 | 52  |
| 58.º Regimiento          | 57  | 84  | 711   | 852   | -         | -         | -      | -      | -     | -      | -  | 60  | 12 | 26  |
| 34.º Regimiento          | 45  | 85  | 1     | 131   | -         | -         | -      | -      | -     | -      | -  | -   | -  | -   |
| 4.º Regimiento           | 5   | 20  | 0     | 25    | -         | -         | -      | -      | -     | -      | -  | 33  | 3  | 14  |
| Artillería               | 23  | 28  | 13    | 64    | -         | -         | -      | -      | -     | 64,752 | 18 | -   | -  | -   |
| Exploradores             | 16  | 21  |       | 37    | -         | -         | -      | -      | -     | -      | -  | -   | -  | -   |
| Lanzallamas y lanzaminas | 10  | 28  | 30    | 68    | -         | -         | -      | -      | -     | 64,752 | -  | -   | -  | -   |
| Total                    | 518 | 998 | 1,210 | 2,726 | 1,500,000 | 2,000,000 | 40,000 | 10,000 | 6,000 | 64,752 | 18 | 542 | 67 | 145 |
|                          |     |     |       |       |           |           |        |        |       |        |    |     |    |     |

## Retirada
Varios días después de haber terminado el combate, los británicos observaron la quietud en las fortificaciones enemigas. En consecuencia, las unidades británicas y griegas decidieron avanzar nuevamente, y se encontraron con que los búlgaros las habían evacuado. Serbios y franceses habían derrotado a los búlgaros en la batalla de Dobro Polje, librada en el valle del Vardar, y avanzaban ya hacia Doiran. Esta había sido la causa de que el mando del Grupo de Ejércitos Scholtz hubiese ordenado el repliegue del Primer Ejército búlgaro, para evitar que quedase atrapado entre los grecobritánicos y los francoserbios que amenazaban su retaguardia. El cansancio de las tropas británicas ralentizó la persecución de los búlgaros en retirada y la retaguardia de estos cubrió con eficacia al resto del ejército, que pudo zafarse de la pinza aliada. Durante la operación la Royal Air Force británica hostigó a las unidades enemigas, a las que infligió algunas bajas.

## Consecuencias
Los Aliados prosiguieron su avance por territorio enemigo y se corrió el rumor de que el ejército búlgaro se había amotinado y marchaba contra Sofia. El 30 de septiembre 30, Bulgaria se rindió en Salónica con el fin de evitar la ocupación del país.
Los británicos recibieron con honores al general Vladimir Vazov en la Estación Victoria cuando este visitó Londres en 1936; en señal de reconocimiento, presentaron ante él las banderas de los regimientos que habían participado en la batalla de 1918. El presidente de la Legión Británica, el mayor Goldy, afirmó en su discurso de bienvenida que era uno de los pocos oficiales extranjeros cuyo nombre había pasado a la historia británica.